# ステアリン酸マグネシウム
ステアリン酸マグネシウム（ステアリンさんマグネシウム）は、 Mg(C18H35O2)2の化学式で表される化合物で、2当量のステアリン酸（ステアリン酸の陰イオン）と1つのマグネシウム陽イオン（Mg 2+ ）を含む塩からなる石鹸。形状は、白色の水不溶性粉末。その用途は、その柔らかさ（softness）、多くの溶媒への不溶性、および低毒性を利用している。離型剤として、また医薬品や化粧品の製造における成分または潤滑剤として使用される 。

## 製造
ステアリン酸マグネシウムは、ステアリン酸ナトリウムとマグネシウム塩との反応によって、または酸化マグネシウムをステアリン酸で処理することによって生成される 。栄養補助食品の中には、ステアリン酸マグネシウムの製造に使用されるステアリン酸ナトリウムが植物由来のステアリン酸から製造されることを指定しているものがある 。

## 用途
ステアリン酸マグネシウムは、医療用錠剤、カプセル、粉末の製造において、賦形剤としてよく使用される 。この物質は潤滑性があり、化学粉末を固体錠剤に圧縮する際に成分が製造装置に付着するのを防ぐため、有用である。ステアリン酸マグネシウムは、錠剤に最も一般的に使用される賦形剤である 。しかしながら、ステアリン酸マグネシウムを用いることで、錠剤のより低い湿潤性およびより遅い崩壊、ならびに薬物のより遅くそしてさらにより低い溶解を引き起こす可能性がある 。
ステアリン酸マグネシウムは、ドライコーティングプロセスでも効率的に使用できる   。
プレスキャンディーの作成では、ステアリン酸マグネシウムが離型剤として機能し、ミントなどのハードキャンディーの砂糖を結合するために使用される。
ステアリン酸マグネシウムは、乳児用粉ミルクの一般的な成分でもある 。
EUおよびEFTAでは、食品添加物E470bとしてリストされている。

## 発生
ステアリン酸マグネシウムは浴槽リングの主成分である。石鹸と硬水で生成される場合、ステアリン酸マグネシウムとステアリン酸カルシウムは両方とも水に不溶性の白い固体を形成し、まとめて石鹸かす（金属石けん）として知られている。

## 安全性
ステアリン酸マグネシウムは、一般的に、1日当たり2500 mg/kg未満のレベルで人間が消費しても安全であると考えられていて、米国では一般に安全と認められている（GRAS）と分類されている。 1979年、FDAのGRAS物質小委員会（SCOGS）は、次のように報告した。「 ... ステアリン酸マグネシウム ...現在および現在実施されている方法で、または将来合理的に予想されるレベルで使用された場合の公衆への危険を実証または示唆する合理的な理由を示す。」 